# Ministère de la Défense (Espagne)
Pour les articles homonymes, voir Ministère de la Défense.
Le ministère de la Défense (en espagnol : Ministerio de Defensa) est le département ministériel responsable de la défense nationale et des forces armées en Espagne.
Il est dirigé, depuis le 7 juin 2018, par l'indépendante Margarita Robles.
Le siège central du ministère se trouve Paseo de la Castellana, à Madrid.

## Missions

### Fonctions
Selon l'article 62 de la Constitution espagnole, le roi est le commandant suprême des forces armées. De même, l'alinéa 3 de l'article 63 lui donne le pouvoir, avec l'accord des Cortes Generales, de « déclarer la guerre et faire la paix ». Pour le reste, le ministère de la Défense est chargé de la préparation, du développement et de l'exécution de la politique de défense déterminée par le gouvernement et de la gestion de l'administration militaire.

### Organisation
Le ministère s'organise de la façon suivante, :
- ministre de la Défense
  - Forces armées
  - secrétariat d'État à la Défense
    - direction générale de l'Armement et du Matériel
    - direction générale des Affaires économiques
    - direction générale des Infrastructures
    - centre des systèmes et technologies de l'information et des communications

  - sous-secrétariat de la Défense
    - secrétariat général technique
    - direction générale du Personnel
    - direction générale du Recrutement et de l'Enseignement militaire

  - secrétariat général de la Politique de défense
    - direction générale de la Politique de défense

  - cabinet technique ministériel
  - Centre national de renseignement

## Histoire
Le ministère de la Défense est officiellement né le 4 juillet 1977, dans les premières années de la transition démocratique.
En effet, depuis 1939, la responsabilité des forces armées, pilier du franquisme, relevait de trois départements, à savoir les ministères de l'Armée (Ministerio del Ejército), de la Marine (Ministerio de Marina) et de l'Air (Ministerio del Aire). Cette répartition avait un double avantage pour Francisco Franco : elle garantissait d'une part la présence d'au moins trois militaires gradés au sein de son cabinet et d'autre part, elle garantissait une absence de coordination entre les forces armées, ce qui permettait au Caudillo de maintenir son emprise sur la seule force alors capable de le chasser du pouvoir.
Ces trois ministères furent donc fusionnés par le président du gouvernement Adolfo Suárez la veille de la formation du premier gouvernement démocratique mais le ministère de la Défense resta confié à un militaire jusqu'en 1981.
Au cours des premières années de la Transition, le ministère se retrouva en première ligne dans la défense de l'acquis démocratique du fait des aspirations putschistes de certains secteurs des armées encore acquis au franquisme. C'est ainsi qu'il dut réagir à l'Opération Galaxia ou à la tentative de putsch du 23 février 1981. Ces soubresauts contenus, le ministère put engager pleinement la modernisation des Forces armées espagnoles (Fuerzas Armadas Españolas), qui culmina en 1997 avec la fin du service militaire obligatoire, et leur intégration dans les instances européennes (UEO) et l'Organisation du traité de l'Atlantique nord.

## Titulaires
| Nom | Nom | Nom                                                       | Dates du mandat | Dates du mandat | Parti | Gouvernement(s)       |
| --- | --- | --------------------------------------------------------- | --------------- | --------------- | ----- | --------------------- |
|     |     | Manuel Gutiérrez Mellado (Vice-président du gouvernement) | 05/07/1977      | 06/04/1979      | Aucun | Suárez II             |
|     |     | Agustín Rodríguez Sahagún                                 | 06/04/1979      | 27/02/1981      | UCD   | Suárez III            |
|     |     | Alberto Oliart                                            | 27/02/1981      | 03/12/1982      | UCD   | Calvo-Sotelo          |
|     |     | Narcís Serra,                                             | 03/12/1982      | 13/03/1991      | PSC   | González I, II et III |
|     |     | Julián García Vargas,                                     | 13/03/1991      | 03/07/1995      | PSOE  | González III et IV    |
|     |     | Gustavo Suárez Pertierra                                  | 03/07/1995      | 06/05/1996      | PSOE  | González IV           |
|     |     | Eduardo Serra                                             | 06/05/1996      | 28/04/2000      | Aucun | Aznar I               |
|     |     | Federico Trillo                                           | 28/04/2000      | 18/04/2004      | PP    | Aznar II              |
|     |     | José Bono                                                 | 18/04/2004      | 11/04/2006      | PSOE  | Zapatero I            |
|     |     | José Antonio Alonso                                       | 11/04/2006      | 14/04/2008      | Aucun | Zapatero I            |
|     |     | Carme Chacón                                              | 14/04/2008      | 22/12/2011      | PSC   | Zapatero II           |
|     |     | Pedro Morenés                                             | 22/12/2011      | 04/11/2016      | Aucun | Rajoy I               |
|     |     | María Dolores de Cospedal                                 | 04/11/2016      | 07/06/2018      | PP    | Rajoy II              |
|     |     | Margarita Robles,                                         | 07/06/2018      | En fonction     | Sans  | Sánchez I, II et III  |